# Oglasa tessellata
Oglasa tessellata là một loài bướm đêm trong họ Noctuidae.